# Яченін Леонід Іванович
Леоні́д Іва́нович Яче́нін (24 липня (5 серпня) 1897 , Q111563749?, Мінська губернія  — 16 грудня 1952 , Ростов-на-Дону ) — український радянський діяч. Прокурор Української РСР (1937–1941). депутат Верховної Ради Української РСР 1-го скликання (1938–1947). Член ЦК КП(б)У в 1940—1949 роках.

## Біографія
Народився 24 липня (5 серпня) 1897 року в селі Іграєво, тепер Слуцького району Мінської області, Білорусь. Член РСДРП(б) з 1917 року.
Працював в органах прокуратури УРСР: помічником Київського та Волинського губернських прокурорів, заступник Кам'янець-Подільського окружного прокурора, прокурор Уманського округу, міжрайпрокурор Сумського та Донецького секторів. 
- У 1933–1935 роках секретар Покровського райкому КП(б)У Донецької області.
- У 1935–1937 прокурор Старобільського округу.
- Від травня 1937 — заступник, а з серпня 1937 по травень 1938 року — в. о. прокурора УРСР.
- 22 травня 1938–1941 — прокурор Української РСР.
- У 1941–1946 — військовий прокурор п'яти фронтів, а потім військовий прокурор Групи радянських військ у Німеччині.
- У 1946–1952 — військовий прокурор Північно-Кавказького військового округу.
- У 1949 році закінчив Всесоюзний заочний юридичний інститут.

16 грудня 1952 року помер у місті Ростові-на-Дону, РРФСР.